# Huỳnh Dịch Bân
Huỳnh Dịch Bân (tiếng Trung: 黃奕斌, tiếng Anh: Hugo Wong Yik Bun; sinh ngày 13 tháng 1 năm 2000), có tên khai sinh là Huỳnh Hy Hoằng (黃熙泓). Là nam ca sĩ và diễn viên Hồng Kông, thí sinh top 9 của chương trình tìm kiếm tài năng ca hát "Thanh mộng truyền kỳ" mùa 1 của TVB. Hiện tại là nghệ sĩ hợp đồng người quản lý của TVB, ca sĩ "Âm nhạc Ái Bạo" trực thuộc TVB Music Group. Ngày 9/3/2024 đạt hạng 8 trong chương trình "Á Châu siêu tinh đoàn" và thành công ra mắt với nhóm "LOONG 9".

## Bối cảnh

### Cuộc sống trước khi ra mắt
Huỳnh Dịch Bân từng học Trung học ở Singapore, sau đó thi vào Học viện Hý kịch Trung ương Bắc Kinh. Vào giữa năm 2020, anh còn một năm mới hoàn thành khóa học, vì ở lại Hong Kong tham gia "Thanh mộng truyền kỳ" mà hoãn tốt nghiệp.

### Sự nghiệp
Ngày 26/6/2021, Huỳnh Dịch Bân bị loại trong tập 11 của chương trình "Thanh mộng truyền kỳ" mùa 1, dừng chân ở top 9 chung cuộc. Ngày 12 - 15/8 cùng năm, anh ấy cùng các huấn luyện viên và 14 thí sinh biểu diễn 4 ngày trong concert tốt nghiệp “聲·夢飛行 First Live On Stage” tại sân vận động Macpherson Vượng Giác, là concert bán vé công khai đầu tiên mà anh ấy tham gia. Sau đó, anh làm khách mời biểu diễn chung kết "Cuộc thi Hoa hậu Hồng Kông 2021", cũng quay phim TVB thanh xuân vườn trường hát nhảy "Thanh xuân bản ngã", trong phim diễn vai "Hồ Hiểu Cương" - người mắc rối loạn tăng động giảm chú ý; Tháng 10 sau khi hoàn thành quay phim các phân cảnh cá nhân thì Bắc tiến đến đại lục, cùng Lý Tuấn Thần và Đới Giai Mẫn hợp tác diễn chính trong phim chiếu mạng "Vô tương chi thành".
Ngày 9/3/2024 đạt hạng 8 trong chương trình "Á Châu siêu tinh đoàn" và thành công ra mắt với nhóm "LOONG 9".

## Quá trình thi đấu

### Thanh mộng truyền kỳ
| Tập | Ngày phát sóng | Bài hát biểu diễn                                     | Người hát cùng                                                                                           | Ghi chú |
| --- | -------------- | ----------------------------------------------------- | --- | --- |
| 1   | 17/4/2021      | 我的宣言/ Tuyên ngôn của tôi - Châu Bách Hào          | — | Lấy 13 điểm thăng cấp Được phân làm thành viên đội đỏ                                                                                     |
| 4   | 1/5/2021       | 小白/ Tiểu Bạch - Châu Bách Hào                       | — | Đối chiến Lâm Chỉ Nghệ Thắng 16:9 điểm, thăng cấp                                                                                         |
| 6   | 15/5/2021      | Hiệp 3: 天生二品/ Trời sinh loại hai - Trần Khải Vịnh | Diêu Trác Phi, Phan Tĩnh Văn                                                                             | Thua 3:22 điểm cho Viêm Minh Hy, Lâm Trí Lạc, Tôn Hán Lâm                                                                                 |
| 6   | 15/5/2021      | Hiệp 4: 拼圖/ Ghép hình                               | Toàn đội đỏ (Diêu Trác Phi, Tiển Tĩnh Phong, Hà Tấn Lạc, Chiêm Thiên Văn, Phan Tĩnh Văn, Trương Trì Hào) | Thắng 23:2 điểm đội Xanh, thăng cấp |
| 7   | 22/5/2021      | Hiệp 2 (Hát nhảy): 煞科/ Kết thúc - Trịnh Tú Văn      | — | Đối chiến Chung Nhu Mỹ, Văn Khải Đình Thua 4:21 điểm, thăng cấp                                                                           |
| 8   | 29/5/2021      | 側面/ Phiến diện - Trương Quốc Vinh                   | — | Đối chiến Chung Nhu Mỹ Thua 6:19 điểm, thăng cấp                                                                                          |
| 11  | 26/6/2021      | 甘心替代你/ Cam tâm thay thế em - Trịnh Y Kiện        | Huấn luyện viên Châu Bách Hào                                                                            | Được 11 đèn xanh trong tổng số 25 giám khảo, bằng điểm Hà Tấn Lạc cùng tập Sau khi ban giám khảo bỏ phiếu lại, thua 11:12 điểm và bị loại |

### Á Châu siêu tinh đoàn
| Tập                                                     | Ngày phát sóng | Bài hát biểu diễn                        | Người hát cùng | Ghi chú                                                                                              |
| ------------------------------------------------------- | -------------- | ---------------------------------------- | --- | --- |
| 2                                                       | 2/12/2023      | 算你敢愛敢做/ Coi như em dám yêu dám làm | Đinh Tử Lãng, Lý Trạch Dương, Âu Phách Hào                                                                        | Lấy được sao bậc 2, cộng thêm 10000 phiếu vào số phiếu của "bảng nhân khí ấn tượng đầu", xếp hạng 18 |
| 4                                                       | 16/12/2023     | Lydia - F.I.R                            | Huỳnh Huy Hùng, Bạch Tử Dị, Tôn Cánh Đông, Tiêu Vũ Hạo, Triệu Thiên Dực                                           | Thắng cuộc, được 19 phiếu bầu tại hiện trường, xếp hạng 51 tổng công diễn 1                          |
| Công bố xếp hạng lần 1: Hạng 5 (241,798 phiếu bầu)      |                |                                          | | |
| 8                                                       | 13/1/2024      | Back Down                                | Bạch Tử Dịch, Từ Nguyên Khôn, Hoàng Phan, Hác Thụy Nhiên                                                          | Thua cuộc, được 33 phiếu bầu tại hiện trường, xếp hạng 14 nhóm Rap, xếp hạng 50 tổng công diễn 2     |
| Công bố xếp hạng lần 2: Hạng 6 (407,617.15 phiếu bầu)   |                |                                          | | |
| 12                                                      | 17/2/2024      | Bang Bang                                | Ngô Huyền Diệp, Giang Văn Tuấn, Vương Nhan Hoằng, Ngải Dục Khôn, Tiêu Vũ Hạo, Huỳnh Huy Hùng, Hoàng Phan          | Cả nhóm đạt hạng 8 trong công diễn 3                                                                 |
| Công bố xếp hạng lần 3: Hạng 3 (1,280,038.85 phiếu bầu) |                |                                          | | |
| 14                                                      | 9/3/2024       | 無所畏 More Like This/ Không sợ hãi      | Giang Tín Hy, Lý Quyền Triết, Ollie, Doãn Tuấn Lam, Tiển Tĩnh Phong, Lương Thi Dục, Trương Hạo Liêm, Trần Hâm Hạo | Đạt hạng 8 trong đêm chung kết với 2,472,941.65 phiếu bầu, thành công ra mắt với nhóm LOONG 9        |

## Tác phẩm âm nhạc

### Đơn khúc
| Ngày phát hành | Bài hát                                                | Viết nhạc            | Viết lời                                | Biên khúc                                  | Giám chế                                 | Ghi chú |
| Năm 2021       | Năm 2021                                               | Năm 2021             | Năm 2021                                | Năm 2021                                   | Năm 2021                                 | Năm 2021 |
| -------------- | ------------------------------------------------------ | -------------------- | --------------------------------------- | ------------------------------------------ | ---------------------------------------- | --- |
| 5/4            | 造夢時學會飛行/ Học được cách bay khi theo đuổi ước mơ | Từ Lạc Thương        | Trương Mỹ Hiền                          | Johnny Yim                                 | Vi Cảnh Vân, Hà Triết Đồ                 | Nhạc chủ đề "Thanh mộng truyền kỳ" Hát cùng toàn thể học viên Thanh mộng truyền kỳ mùa 1                                       |
| 11/7           | 奪金/ Đoạt Kim                                         | Trắc Điền            | Vương Tổ Lam                            | Dough-Boy                                  | Trắc Điền, Erik Kwok                     | Nhạc chủ đề "Olympic 2020" TVB Hát cùng toàn thể huấn luyện viên và học viên Thanh mộng truyền kỳ mùa 1                        |
| 12/5           | 快啲快啲/ Nhanh lên nhanh lên                          | Johnny Yim           | Lý Mẫn, Bành Gia Duy                    | Johnny Yim                                 | Johnny Yim                               | Nhạc đệm phim TVB "Thanh xuân bản ngã" Hát cùng các diễn viên chính của phim                                                   |
| Năm 2022       |                                                        |                      |                                         |                                            |                                          | |
| 17/1           | 青春不要臉/ Thanh xuân đừng sĩ diện                    | Từ Lạc Thương        | Dương Hy                                | Từ Lạc Thương                              | Lưu Dịch Thăng                           | Nhạc chủ đề phim TVB "Bản lĩnh tuổi trẻ" Hát cùng Chung Nhu Mỹ, Chiêm Thiên Văn, Lâm Chỉ Nghệ, Trương Trì Hào, Tiển Tĩnh Phong |
| Năm 2023       |                                                        |                      |                                         |                                            |                                          | |
| 13/11          | 閃耀/ Shining                                          | Hứa Vinh Trăn (SBMS) | Lữ Dịch Thu (SBMS)                      | Hứa Vinh Trăn (SBMS), Ngô Quán Luân (SBMS) | Lữ Dịch Thu (SBMS), Hứa Vinh Trăn (SBMS) | Nhạc chủ đề chương trình "Á Châu siêu tinh đoàn" Hát cùng các thí sinh của chương trình                                        |
| 4/12           | 拼圖/ Xếp hình                                         | Trương Trì Hào       | Các học viên Thanh mộng truyền kỳ mùa 1 | Johnny Yim                                 | Lưu Dịch Thăng                           | Nhạc chủ đề concert "Thanh Mộng Phi Hành What We Become Live 2023" Hát cùng các học viên Thanh mộng truyền kỳ mùa 1            |
| Năm 2024       |                                                        |                      |                                         |                                            |                                          | |
| 20/4           | Curren.T                                               |                      |                                         |                                            |                                          | Đơn khúc cá nhân đầu tiên |

### Thành tích bài hát phát đài
| Thành tích bài hát phát đài (5 đài)        | Thành tích bài hát phát đài (5 đài) | Thành tích bài hát phát đài (5 đài) | Thành tích bài hát phát đài (5 đài) | Thành tích bài hát phát đài (5 đài) | Thành tích bài hát phát đài (5 đài) | Thành tích bài hát phát đài (5 đài) | Thành tích bài hát phát đài (5 đài) |
| ------------------------------------------ | ----------------------------------- | ----------------------------------- | ----------------------------------- | ----------------------------------- | ----------------------------------- | ----------------------------------- | ----------------------------------- |
| Đĩa hát                                    | Bài hát                             | 903                                 | RTHK                                | 997                                 | TVB                                 | ViuTV                               | Ghi chú                             |
| Năm 2021                                   |                                     |                                     |                                     |                                     |                                     |                                     |                                     |
| —                                          | 奪金/ Đoạt kim                      | -                                   | ×                                   | ×                                   | 1                                   | ×                                   | Bài hát quán quân đầu tiên          |
| Năm 2022                                   |                                     |                                     |                                     |                                     |                                     |                                     |                                     |
| —                                          | Hat Trick                           | -                                   | -                                   | -                                   | 1                                   | ×                                   |                                     |
| Kỷ niệm 55 năm TVB Kinh điển ‧ Truyền thừa | 上海灘/ Bến Thượng Hải              | -                                   | -                                   | -                                   | -                                   | ×                                   |                                     |
| Năm 2023                                   |                                     |                                     |                                     |                                     |                                     |                                     |                                     |
| —                                          | 拼圖/ Xếp hình                      | -                                   | -                                   | -                                   | -                                   | ×                                   |                                     |

| Tổng số bài quán quân các đài | Tổng số bài quán quân các đài | Tổng số bài quán quân các đài | Tổng số bài quán quân các đài | Tổng số bài quán quân các đài | Tổng số bài quán quân các đài  |
| ----------------------------- | ----------------------------- | ----------------------------- | ----------------------------- | ----------------------------- | ------------------------------ |
| 903                           | RTHK                          | 997                           | TVB                           | ViuTV                         | Ghi chú                        |
| 0                             | 0                             | 0                             | 2                             | 0                             | Tổng số bài quán quân 5 đài：0 |
| 0                             | 0                             | 0                             | 0                             | 0                             | Tuần quán quân                 |

- （*）Đang lên bảng
- （-）Chưa thể lên bảng
- （×）Không có phát đài

## Tác phẩm diễn xuất

### Phim truyền hình
| Phát sóng      | Kênh phát sóng | Tên phim           | Tên phim | Vai diễn             | Ghi chú |
| -------------- | -------------- | ------------------ | -------- | -------------------- | ------- |
| 2021           | TVB Jade       | Thanh xuân bản ngã | 青春本我 | Hồ Hiểu Cương (Hugo) | Vai phụ |
| Chưa phát sóng | —              | Vô tương chi thành | 無相之城 | Tư Mã Không          | Vai phụ |

### Chương trình tổng hợp (TVB)
| Phát sóng | Kênh phát sóng  | Tên chương trình                            | Tên chương trình     | Ghi chú                                |
| --------- | --------------- | ------------------------------------------- | -------------------- | -------------------------------------- |
| 2021      | TVB Jade        | Thanh mộng truyền kỳ Lần triệu tập đầu tiên | 聲夢傳奇 第一次召集  | Biểu diễn "Dawn Of Us" - Vương Gia Nhĩ |
| 2021      | TVB Jade        | Thanh mộng truyền kỳ                        | 聲夢傳奇             | Thí sinh (Thành viên đội đỏ)           |
| 2021      | TVB Jade        | Staries Thanh mộng động thái hẹn giờ        | Staries聲夢定時動態  | Diễn xuất cố định                      |
| 2021      | TVB Jade        | Cuộc thi Hoa hậu Hong Kong 2021             | 2021年度香港小姐競選 | Khách mời biểu diễn                    |
| 2022      | TVB Jade        | Thanh mộng Junior                           | 聲夢JUNIOR           | Giáo viên hổ trợ                       |
| 2023      | TVB Jade, Youku | Á Châu siêu tinh đoàn                       | 亞洲超星團           | Thực tập sinh siêu tinh                |
| 2023      | TVB Jade        | Khánh đài TVB                               | 萬千星輝賀台慶       | Khách mời biểu diễn                    |
| 2023      | TVB Jade        | Hoan lạc mãn Đông Hoa 2023                  | 歡樂滿東華2023       | Khách mời biểu diễn                    |

### Video âm nhạc
| Phát hành | Tên bài hát                         | Ca sĩ                                                                     |
| --------- | ----------------------------------- | ------------------------------------------------------------------------- |
| 2022      | 夢想這信仰/ Mơ tưởng tín ngưỡng này | Tiển Tĩnh Phong, Hà Tấn Lạc, Văn Khải Đình, Lâm Quân Liên, Thái Khải Dĩnh |
| 2023      | 明天開始/ Ngày mai bắt đầu          | Phan Tĩnh Văn                                                             |

## Concert
| Ngày           | Tên concert | Số sân | Nơi tổ chức                                                       | Đơn vị tổ chức                                                                                       | Ghi chú                                                                              |
| -------------- | --- | ------ | ----------------------------------------------------------------- | --- | ------------------------------------------------------------------------------------ |
| 30/6/2021      | Bách niên vạn hoa - Đêm hội văn nghệ kỷ niệm 100 năm Ngày thành lập Đảng Cộng sản Trung Quốc và kỷ niệm 24 năm Hồng Kông trở về tổ quốc | 1      | Sân vận động Hồng Kông Hồng Khám                                  | Hội ủy viên hoạt động thanh thiếu niên các giới Hồng Kông, Hội ủy viên khánh điển các giới Hồng Kông | [ 17 ]                                                                               |
| 12 - 15/8/2021 | 聲·夢飛行 First Live On Stage Thanh · Mộng phi hành Lần đầu trực tiếp trên sân khấu                                                     | 4      | Sân vận động Macpherson Vượng Giác                                | TVB, Giải trí Tinh Mộng                                                                              | Concert tốt nghiệp Thanh mộng truyền kỳ mùa 1                                        |
| 21/12/2023     | 聲夢飛行WHAT WE BECOME LIVE 2023 Thanh Mộng Phi Hành What We Become Live 2023                                                           | 1      | Star Hall Trung tâm triển lãm và thương mại quốc tế Vịnh Cửu Long | TVB, Âm nhạc Ái Bạo                                                                                  | Concert kỷ niệm 1000 ngày sau tốt nghiệp của các học viên Thanh mộng truyền kỳ mùa 1 |

## Quảng cáo và đại ngôn
| Năm  | Nội dung                                                                                         | Ghi chú                                         |
| ---- | ------------------------------------------------------------------------------------------------ | ----------------------------------------------- |
| 2021 | 【Rút thưởng Fubon GO x "Thanh · Mộng Phi Hành FIRST LIVE ON STAGE"】của Ngân hàng Phú Bang      | Cùng với các học viên Thanh mộng truyền kỳ khác |
| 2021 | 【Fubon GO x Thanh mộng truyền kỳ "Xướng xuất sơ tâm Sing-along with us"】của Ngân hàng Phú Bang | Cùng với các học viên Thanh mộng truyền kỳ khác |

## Giải thưởng và đề cử
| Năm  | Đơn vị phát thưởng    | Giải thưởng                             | Tác phẩm                                                 | Kết quả                                                         |
| ---- | --------------------- | --------------------------------------- | -------------------------------------------------------- | --------------------------------------------------------------- |
| 2022 | Lễ trao giải TVB 2021 | Ca khúc truyền hình được yêu thích nhất | "造夢時學會飛行/ Học được cách bay khi theo đuổi ước mơ" | Đoạt giải cùng các học viên Thanh mộng truyền kỳ                |
| 2022 | Lễ trao giải TVB 2021 | Ca khúc truyền hình được yêu thích nhất | "奪金/ Đoạt Kim"                                         | Đề cử cùng các huấn luyện viên và học viên Thanh mộng truyền kỳ |
| 2023 | Lễ trao giải TVB 2022 | Ca khúc truyền hình được yêu thích nhất | "快啲快啲/ Nhanh lên nhanh lên"                          | Đề cử                                                           |
| 2023 | Lễ trao giải TVB 2022 | Ca khúc truyền hình được yêu thích nhất | "青春不要臉/ Thanh xuân đừng sĩ diện"                    | Đề cử                                                           |
| 2023 | Lễ trao giải TVB 2022 | Nam phụ xuất sắc nhất                   | "Thanh xuân bản ngã" vai Hồ Hiểu Cương                   | Đề cử                                                           |
| 2023 | Lễ trao giải TVB 2022 | Nam nhân vật được yêu thích nhất        | "Thanh xuân bản ngã" vai Hồ Hiểu Cương                   | Đề cử                                                           |
| 2024 | Lễ trao giải TVB 2023 | Người mới có tiềm chất nhất             | —                                                        | Đề cử                                                           |